# Römisch-katholische Kirche in Lettland

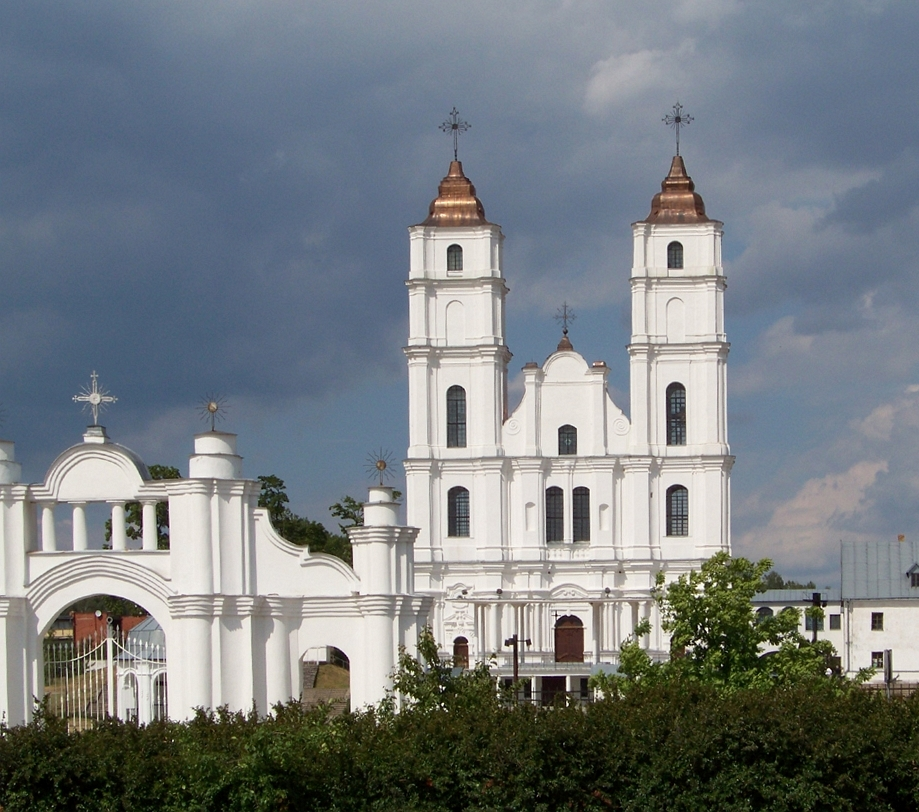
Die Basilika Mariä Himmelfahrt, das bedeutendste katholische Heiligtum in Lettland

Die römisch-katholische Kirche in Lettland gliedert sich kirchenrechtlich in ein Erzbistum und drei Suffraganbistümer.

## Geschichte
Die Mission begann im Gebiet des heutigen Lettland zur Zeit von Meinhard von Segeberg, am Ende des 12. Jahrhunderts. Im 13. Jahrhundert wurden die beiden ersten Bistümer (Riga und Kurland) sowie ein Netz von Pfarreien errichtet. Bezeichnend ist, das die lettischen Christen in kirchlichen Schriftstücken teils bis ins 16. Jahrhundert als „Neophyten“ bezeichnet werden, also als diejenigen, die erst vor kurzem zum christlichen Glauben gekommen sind. Aus dieser Wortwahl spricht der Zweifel, ob das Christentum in Lettland tatsächlich verwurzelt ist.
Von den vier historischen Landschaften Lettlands (Livland, Kurland, Semgallen und Lettgallen) blieb nach der Reformation nur Lettgallen römisch-katholisch geprägt.
Während der Zugehörigkeit Lettlands zum Zarenreich unterstanden die lettischen Katholiken und ihr Klerus zum größten Teil dem Erzbistum Mogilew, zum kleinen Teil (in Kurland) dem Bistum Kaunas. Wenige Monate bevor Lettland unabhängig wurde, wurde am 22. September 1918 das römisch-katholische Bistum Riga wiedererrichtet. 1922 schlossen Lettland und der Heilige Stuhl ein Konkordat. Im Jahr darauf wurde das Bistum Riga zum Erzbistum erhoben. Apostolischer Nuntius in Lettland ist seit Juni 2024 Erzbischof Georg Gänswein.
Der Volkszählung von 1935 zufolge waren 25 % der Einwohner Lettlands katholisch, mit großen Unterschieden zwischen den Landesteilen hinsichtlich des Anteils der Katholiken an der Bevölkerung:
- 58 % in Latgale
- 22 % in Zemgale
- 12 % in Riga
- 9 % in Kurzeme
- 4 % in Vidzeme (ohne Riga)

Nachdem die Sowjetunion 1940 die Republik Lettland besetzt hatte, wurden 29 katholische Priester verhaftet und gefoltert. 12 von ihnen wurden hingerichtet. Nachdem die Wehrmacht 1941 Lettland besetzt hatte, verfügte die deutsche Besatzungsbehörde im „Generalbezirk Lettland“ am 19. Juni 1942, dass ohne Zustimmung des Gebietskommissars die Bischöfe künftig keine Pfarrer mehr ernennen dürfen. Das Alte Testament im Religionsunterricht zu behandeln, wurde verboten. Nach der zweiten Besetzung Lettlands durch die Sowjetunion 1944/1945, die bis 1990 dauerte, nahmen die sowjetischen Behörden die Verfolgung missliebiger katholische Priester und Laien wieder auf.
Nach der Wiederherstellung der lettischen Unabhängigkeit schloss die Republik Lettland mit dem Heiligen Stuhl am 8. November 2000 eine Vereinbarung über die Rechtsstellung der katholischen Kirche. Darin wurden die Bestimmungen des Konkordates von 1922 teils bestätigt, teils modifiziert und ergänzt, unter anderem hinsichtlich der Militärseelsorge und des Religionsunterrichtes in den Schulen. Demgemäß wurde im Herbst 2004 der Religionsunterricht an staatlichen Schulen eingeführt, sofern dort Lehrer bereitstanden. 1997 gab es für mehr als 1000 Schulen in Lettland nur rund 300 katholische Religionslehrer.
Infolge der geschichtlichen Entwicklung bestehen hinsichtlich des Anteils der Katholiken an der Bevölkerung weiterhin große Unterschiede zwischen den Landesteilen:
- 50 % in Latgale
- 26 % in Zemgale
- 15 % in Riga
- 9 % in Kurzeme
- 7 % in Vidzeme

## Struktur
- Erzbistum Riga
  - Bistum Jelgava
  - Bistum Liepāja
  - Bistum Rēzekne-Aglona

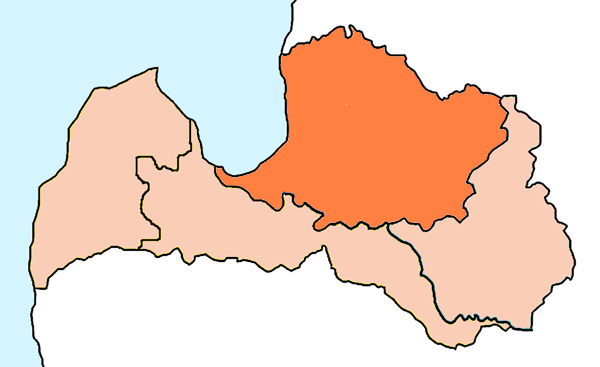
Die vier Bistümer Lettlands: orange das Erzbistum Riga, Liepāja im Westen, Jelgava im Süden und Rēzekne-Aglona im Osten.

Seit 1997 besteht die Lettische Bischofskonferenz.

## Statistik der katholischen Kirche und Konfessionsstatistik
2014 bekannten sich in Lettland 407.333 Menschen zum Katholizismus. Die römisch-katholischen Christen werden in 316 Kirchengemeinden von 139 Priestern (davon 126 Diözesanpriester und 23 Ordenspriester), 115 Ordensschwestern und 31 Ordensbrüdern seelsorglich betreut.
Die Katholiken stellten im Jahr 2016 mit einem Anteil von 19,5 % unter den insgesamt 2.090.280 Einwohnern des Landes die zweitgrößte christliche Glaubensgemeinschaft. Die meisten Einwohner Lettlands sind evangelisch-lutherische Christen. Zur drittgrößten christlichen Glaubensgemeinschaft des Landes, der Orthodoxie, bekennen sich überwiegend russischstämmige Letten. Sie werden in der russisch-orthodoxen Kirche Lettlands pastoral betreut.